# 秩父別インターチェンジ
秩父別インターチェンジ（ちっぷべつインターチェンジ）は、北海道雨竜郡秩父別町にある深川留萌自動車道のインターチェンジ。

## 歴史
- 1998年（平成10年）7月23日：深川西IC - 秩父別IC間（深川沼田道路）が開通[1]。
- 2003年（平成15年）7月17日：秩父別IC - 沼田IC間（深川沼田道路）が開通。

## 周辺

### 秩父別町
- 道の駅鐘のなるまち・ちっぷべつ
- 秩父別温泉ちっぷ・ゆう&ゆ
- 秩父別駅（JR北海道・留萌本線）
- ローズガーデンちっぷべつ（冬期間閉園）[2]
- 秩父別町観光体験牧場 めぇーめぇーランド
- こども冒険の森公園（冬期間閉園）[3]

### 深川市
- 深川カントリー倶楽部
- 深川市桜山公園

## 接続する道路
- 直接接続
  - 国道233号

## 隣
E62 深川留萌自動車道（深川沼田道路）
(1) 深川西IC - (2) 秩父別IC - 秩父別PA - (3) 沼田IC